# Ramal ferroviario Río Cuarto-Río Tercero
El Ramal Río Cuarto - Río Tercero es un ramal que pertenece al Ferrocarril General Bartolomé Mitre de la red ferroviaria de Argentina.

## Ubicación
Partiendo desde Río Cuarto, el ramal atraviesa 127 km por la provincia de Córdoba, a través de los departamentos de Río Cuarto y Tercero Arriba.

## Servicios
No presta servicios de pasajeros. Sus vías e instalaciones están concesionadas a la empresa de cargas Nuevo Central Argentino.
La línea pasó a formar parte de la compañía estatal Ferrocarril General Bartolomé Mitre, cuando se nacionalizaron los ferrocarriles en 1948.